# Квадратура круга

Круг і квадрат однакової площі

Квадратура круга — задача, що полягає в побудові за допомогою циркуля та лінійки квадрата, рівновеликого за площею до заданого круга.
Поруч із трисекцією кута та подвоєнням куба, є однією із найвідоміших задач, які неможливо розв'язати циркулем та лінійкою.

## Нерозв'язність
Якщо взяти за одиницю вимірювання радіус кола й позначити x довжину сторони шуканого квадрата, то задача зводиться до розв'язання рівняння: {\displaystyle x^{2}=\pi }, звідки: {\displaystyle x={\sqrt {\pi }}}. Як відомо, за допомогою циркуля та лінійки можливо виконати всі 4 арифметичні дії та добування квадратного кореня; звідси виходить, що квадратура круга можлива тоді й тільки тоді, коли за допомогою скінченного числа дій можна побудувати відрізок довжини {\displaystyle \pi }. Отож нерозв'язність цієї задачі випливає з неалгебричності (трансцендентності) числа {\displaystyle \pi }, що довів 1882 року Ліндеман.
Однак нерозв'язність слід розуміти як нерозв'язність із застосуванням тільки циркуля та лінійки. Якщо крім циркуля та лінійки застосовувати інші засоби (наприклад, квадратрису), задача стає розв'язною.

## Приблизний розв'язок
У задане коло вписується квадрат. До потроєного діаметра кола додається п'ята частина сторони цього квадрата. Довжина відрізка відрізняється від довжини кола менше, ніж на {\displaystyle 1/17000}.

## Метафора «Квадратура круга»
Математичне доведення неможливості квадратури круга не заважало багатьом ентузіастам витрачати роки на розв'язання проблеми. Марність досліджень квадратури круга перенесла цей вираз у багато інших галузей, де він просто позначає безнадійне, безглузде або марне починання.